# Punta de las Olas
La Punta de las Olas és una muntanya de 3.002 m d'altitud, amb una prominència de 57 m, que es troba al massís del Mont Perdut, a la província d'Osca (Aragó). L'accés es pot realitzar des de Torla fins al refugi de Góriz o des del poble de Nerín per la faja de la Pardina.